# Nefercauré
Nefercauré (em egípcio: Nfr k3.w Rˁ) foi um faraó durante o Primeiro Período Intermediário. De acordo com a Lista Real de Abido e a última reconstrução do Cânone de Turim por Kim Ryholt, foi o 15º da VIII dinastia. Esta opinião é compartilhada pelos egiptólogos Jürgen von Beckerath, Thomas Schneider e Darell Baker. Como um faraó da VIII dinastia, sua sede do poder era Mênfis.

## Atestação
Nefercauré é nomeada na 54ª entrada da Lista Real de Abido, uma lista de reis editada cerca de 900 anos após o Primeiro Período Intermediário durante o reinado de Seti I. O nome de Nefercauré está perdido numa lacuna do Cânone de Turim afetando a coluna 5, linha 11, do documento. A duração do reinado de é, no entanto, preservada com "4 anos, 2 meses e 0 dias".
Nefercauré também é conhecido por uma inscrição contemporânea, um decreto fragmentário inscrito numa laje de pedra calcária conhecida como Decreto de Copto h sobre as ofertas para o Templo de Mim em Copto. Um dos dois fragmentos existentes deste decreto foi entregue por Edward Harkness ao Museu Metropolitano de Arte de Nova Iorque, onde está agora em exibição na Galeria 103. O decreto é datado do quarto ano de reinado de Nefercauré, que é a data maior data atestada de qualquer rei da VIII dinastia. O primeiro sinal do nome de Hórus está claramente presente enquanto o segundo sinal é debatido. Von Beckerath se compromete apenas com o primeiro sinal e lê Ḫ3 [...], enquanto Baker e William C. Hayes leem Ḫ3ab3u. O decreto é dirigido ao então governador do Alto Egito, Xemai, e exige que quantidades fixas de oferendas sejam dadas em intervalos regulares ao deus Mim e então possivelmente a uma estátua do rei.